# روبی جونز (هنرپیشه)
روبی جونز (انگلیسی: Robbie Jones؛ زادهٔ ۲۵ سپتامبر ۱۹۷۷) یک هنرپیشه اهل ایالات متحده آمریکا است. وی از سال ۲۰۰۷ میلادی تاکنون مشغول فعالیت بوده‌است.
او در فیلم فصل طوفان بازی کرده است.
جونز در دانشگاه کالیفرنیا، برکلی حضور یافت و همچنین از سال 1996 تا 2000 در تیم بسکتبال مردان خرس طلایی کالیفرنیا بازی کرد. 